# Giuse Võ Đức Minh
Giuse Võ Đức Minh (sinh 1944) là một giám mục của Giáo hội Công giáo tại Việt Nam. Ông từng đảm trách vai trò Giám mục chính tòa Giáo phận Nha Trang từ năm 2009 đến năm 2022 và là giám mục thứ tư đảm trách chức vụ này. Ngoài ra, ông từng là Chủ tịch Ủy ban Kinh Thánh của Hội đồng Giám mục Việt Nam bốn nhiệm kỳ liên tiếp 2007–2010, 2010–2013, 2013–2016 và 2016–2019. 
Giám mục Giuse Võ Đức Minh sinh năm 1944 tại Quảng Bình trong một gia đình Công giáo. Từ thuở nhỏ, gia đình đã cho ông đi theo con đường tu học. Quá trình tu học kéo dài 15 năm kết thúc bằng việc Phó tế Võ Đức Minh được truyền chức linh mục tại Thụy Sĩ năm 1971. Sau khi trở thành linh mục, giám mục Giáo phận Đà Lạt cho linh mục Minh tiếp tục theo học về Kinh Thánh tại Học viện Kinh Thánh Giáo hoàng tại Rôma và tốt nghiệp tại đây năm 1974. Trong thời gian theo học này, linh mục Minh tham gia hỗ trợ mục vụ, đảm nhiệm nhiều vai trò của các giáo xứ ở Canada, Thụy Sĩ và Đức.
Trở về Việt Nam tháng 5 năm 1974, Võ Đức Minh trở thành giáo sư Đại chủng viện, dạy Kinh Thánh và Thần học. Trong suốt thời gian làm linh mục, ông từng đảm nhận các vai trò như Thư ký Tòa giám mục Đà Lạt, chính xứ nhà thờ chính tòa Đà Lạt và Tổng đại diện Giáo phận.
Cuối năm 2005, Tòa Thánh loan tin chọn linh mục Võ Đức Minh làm giám mục Phó Nha Trang. Ông chính thức kế vị trở thành Giám mục chính tòa Nha Trang vào tháng 7 năm 2009. Trong Hội đồng Giám mục Việt Nam, ông giữ vai trò Chủ tịch Ủy ban Kinh Thánh trong 4 nhiệm kỳ liên tiếp, từ khi Ủy ban này thành lập năm 2007 đến 2019. Ngoài ra, ông cũng từng đảm nhận vai trò Phó Tổng thư ký nhiệm kỳ 2007 - 2010. Tháng 7 năm 2022, Giám mục Võ Đức Minh chính thức rời chức vị giám mục Nha Trang, sau khi giáo hoàng chính thức chấp nhận đơn từ nhiệm của ông vì lý do tuổi tác, theo giáo luật Công giáo.
Là một chuyên viên kinh thánh, Giám mục Võ Đức Minh có khả năng đọc tiếng Do Thái, Hy Lạp, Aramio và các sinh ngữ khác. Giám mục Giuse Minh hy vọng có khả năng dùng các khả năng của mình trong lĩnh vực này để phục vụ [giáo hội].

## Gia thế và tu học
Giám mục Giuse Võ Đức Minh sinh ngày 10 tháng 9 năm 1944, tại Mỹ Đức, thuộc Giáo xứ Tam Tòa, huyện Lệ Thủy, tỉnh Quảng Bình thuộc Tổng giáo phận Huế (nay khu vực này thuộc Giáo phận Hà Tĩnh). Ông là người con thứ ba và là con trai trưởng trong gia đình có bảy người con (3 gái, 4 trai). Cha ông là ông Giuse Võ Đức Mẫn (1912–2000) thuộc giáo họ Mỹ Đức, giáo xứ Tam Tòa; mẹ ông là bà Isave Nguyễn Thị Trà (1914–1997) cũng thuộc giáo xứ Tam Tòa.
Năm Võ Đức Minh lên 7 tuổi (1951), cậu theo gia đình rời giáo xứ Tam Tòa, Đồng Hới, Quảng Bình, vào định cư tại giáo xứ Thánh Nicolas, Thành phố Đà Lạt. Cậu bé Minh sau đó được gia đình cho học Tiểu học tại Đà Lạt, trong giai đoạn từ năm 1951 đến năm 1956. Võ Đức Minh được lãnh nhận Bí tích Thánh Thể lần đầu vào năm 1952, tại giáo xứ Thánh Nicolas.
Con đường tu học của Võ Đức Minh bắt đầu khi gia đình cho cậu nhập học tại Tiểu Chủng viện Sài Gòn năm 1956. Sau khi tốt nghiệp Tiểu chủng viện năm 1965, cậu bé Minh học Triết học tại Đại chủng viện Thánh Giuse Sài Gòn. Giáo xứ Thị Nghè, Tổng giáo phận Thành phố ghi nhận chủng sinh Minh là giáo sĩ xuất thân từ giáo xứ này. Năm 1966, giám mục Simon Hòa Nguyễn Văn Hiền gửi chủng sinh Võ Đức Minh học tiếp chương trình Đại chủng viện Triết học và Thần học tại Đại chủng viện Fribourg, Thụy Sĩ. Cụ thể, chủng sinh Minh học tại Đại Chủng viện Thánh Carôlô của Giáo phận Fribourg, Lausanne và Genève tại Thụy Sĩ, để tiếp tục học Triết học và Thần học tại Phân Khoa Thần học của Đại học Fribourg. Cùng trong khoảng thời gian này, Võ Đức Minh được huấn luyện và học bổ sung về mục vụ tại Đại Chủng viện Giáo phận Fribourg. Ông tốt nghiệp với văn bằng Thạc sĩ Kinh Thánh vào năm 1971.
Mùa hè năm 1969, Võ Đức Minh theo học tiếng Đức tại Goethe Institut, Passau ở vùng Niederbayern, Đức. Vào mùa hè năm 1970, ông tham dự Khóa học hỏi và nghiên cứu về Kinh Thánh tại Thánh địa Jerusalem.
Hỗ trợ chủng sinh Giuse Võ Đức Minh trong quá trình tu học là nghĩa phụ, linh mục Gioan Baotixita Trần Thái Huân (1930–2017).

## Linh mục
Ngày 24 tháng 4 năm 1971, tại nhà thờ Chúa Kitô Vua ở Fribourg, Thụy Sĩ, phó tế Giuse Võ Đức Minh đã được Giám mục Simon Hòa Nguyễn Văn Hiền, Giám mục Giáo phận Đà Lạt truyền chức Linh mục. Sau khi được truyền chức, linh mục Minh được tiếp tục theo học tại Học viện Kinh Thánh Giáo hoàng ở Rôma và tham dự khóa Kinh Thánh tại Giêrusalem. Tại Học viện Kinh Thánh, ông tốt nghiệp văn bằng Thạc sĩ Kinh Thánh năm 1974.
Trong thời gian này, Võ Đức Minh đã tận dụng các kỳ nghỉ hè để thực hiện một số công việc mục vụ tại một số giáo xứ: linh mục phó xứ tại các giáo xứ Kranken und Erholungsheim tại Aachen, Đức (1971), giáo xứ Notre Dame ở Vevey, Thụy Sĩ (1972), giáo xứ Notre Dame des Neiges ở Montréal, Canada (1973); Quyền quản xứ tại giáo xứ Notre Dame du Peuple ở Genève, Thụy Sĩ (1972).
Ngày 30 tháng 5 năm 1974, linh mục Võ Đức Minh trở về Giáo phận Đà Lạt và được bổ nhiệm làm giáo sư Kinh Thánh tại Đại Chủng viện Minh Hòa Đà Lạt. Ông còn dạy Kinh Thánh và Thần học tại Đại chủng viện Thánh Giuse Sài Gòn, Giáo hoàng Học viện Thánh Piô X Đà Lạt, Đại chủng viện Sao Biển và nhiều cơ sở đào tạo Công giáo khác ở Việt Nam. Song song với các vai trò trên, trong suốt 16 năm, từ năm tháng 3 năm 1975 đến ngày 20 tháng 6 năm 1991, linh mục Minh đảm nhận vai trò Thư ký Tòa giám mục Đà Lạt, dưới thời Giám mục Bartôlômêô Nguyễn Sơn Lâm. Ông cũng đảm nhận vai trò Quản lý Tòa Giám mục Đà Lạt trong thời gian ngắn từ tháng 3 đến tháng 10 năm 1975.
Ngày 20 tháng 6 năm 1991, Võ Đức Minh được bổ nhiệm giữ chức linh mục chính xứ Nhà thờ chính tòa Đà Lạt, đồng thời kiêm nhiệm vai trò linh mục quản hạt Giáo hạt Đà Lạt. Ngày 19 tháng 6 năm 1999, ông được bổ nhiệm kiêm nhiệm thêm chức linh mục Tổng đại diện Giáo phận Đà Lạt. Ông giữ tất cả các vai trò trên cho đến ngày 9 tháng 11 năm 2005.

## Giám mục

### Bổ nhiệm
Thông tin Tòa Thánh bổ nhiệm linh mục Võ Đức Minh làm giám mục đến với Tòa Giám mục Đà Lạt vào 15 giờ ngày 8 tháng 11 năm 2005. Nhận được tin này, giám mục Đà Lạt Phêrô Nguyễn Văn Nhơn loan tin đến các linh mục trẻ đang thường huấn cuối giờ chiều. Giám mục Nhơn cho biết tin bổ nhiệm chính thức có lẽ được công bố lúc 18 giờ chiều cùng ngày. Các linh mục trẻ bày tỏ sự vui mừng trước thông tin này, dù trước đó đã có các tin hành lang về việc bổ nhiệm vị tân chức. 18 giờ 20 cùng ngày, văn thư bổ nhiệm viết tiếng Ý đến Tòa Giám mục Đà Lạt, chính thức loan báo việc bổ nhiệm, nêu rõ: Giáo hoàng Biển Đức XVI đã quyết định bổ nhiệm linh mục Giuse Võ Đức Minh, linh mục Quản xứ chính tòa Đà Lạt và Tổng Đại diện giáo phận Đà Lạt làm giám mục Phó Giáo phận Nha Trang. Với việc bổ nhiệm này, Giám mục Võ Đức Minh là giám mục thứ 5 xuất phát từ Giáo phận Đà Lạt. Giám mục Tân cử Võ Đức Minh tổ chức lễ đồng tế để tạ ơn tại Nhà thờ chính tòa Đà Lạt sau đó vào ngày 9 tháng 11.
Chia sẻ về thời điểm được bổ nhiệm chức Giám mục phó nhân dịp kỷ niệm 14 năm biến cố này, Giám mục Võ Đức Minh cho biết ông cảm giác xao xuyến, hồi hộp, và có cảm giác một khoảng trống mở ra trước mắt vì không biết phải thi hành chức vụ mới như thế nào khi giáo phận Nha Trang là một giáo phận ông ít khi lui đến. Nhận được tin bổ nhiệm, phái đoàn Giáo phận Nha Trang do các linh mục giữ vai trò quan trọng tại giáo phận đến chào thăm Tân giám mục Phó vào trưa ngày 9 tháng 11. Ngay ngày hôm sau, sáng 10 tháng 11, tân giám mục cùng một số linh mục Đà Lạt tiến về Tòa Giám mục Nha Trang. Huy hiệu Giám mục của Võ Đức Minh được công bố sau đó, với các ý nghĩa đơn giản, bao gồm Thánh Thể và Kinh Thánh là các hình ảnh lấy từ Cung Thánh nhà thờ chính tòa Đà Lạt, phông nền huy hiệu là hình ảnh con sông Tibêria, nơi Giêsu rao giảng và làm phép lạ hóa bánh ra nhiều, gợi nên tương quan liên kết giữa núi và biển hướng đến chân trời.
Chức vụ linh mục chính xứ nhà thờ chính tòa của linh mục Minh được trao cho linh mục Phaolô Lê Đức Huân, lễ nhậm chức của linh mục này diễn ra vào ngày 28 tháng 11 năm 2005.

### Tấn phong và Tạ ơn
Lễ tấn phong cho giám mục tân cử Giuse Võ Đức Minh được tổ chức vào ngày 15 tháng 12 năm 2005, tại Nhà thờ chính tòa Đà Lạt, do Giám mục Phaolô Nguyễn Văn Hòa, Giám mục chính tòa Giáo phận Nha Trang, Chủ tịch Hội đồng Giám mục Việt Nam chủ phong và 2 giám mục phụ phong là giám mục Phêrô Nguyễn Văn Nhơn, giám mục chính tòa Giáo phận Đà Lạt và giám mục chính tòa Giáo phận Mỹ Tho Phaolô Bùi Văn Đọc. Tham gia lễ tấn phong có các hồng y, tổng giám mục và giám mục đến từ ba giáo tỉnh thuộc Việt Nam, đồng thời khoảng 400 linh mục, rất nhiều tu sĩ nam nữ và 10.000 hoặc 12.000 giáo dân. Tại lễ tấn phong, khuôn viên nhà thờ chật cứng giáo dân tham dự. Buổi lễ được truyền hình trực tiếp tại ba địa điểm là khuôn viên nhà thờ chính tòa Đà Lạt, nhà vòm và phòng hội Gioan XXIII.
Sau khi được tấn phong, Tân giám mục Minh cử hành nhiều lễ Tạ ơn, cụ thể tại Đại chủng viện Minh Hòa vào ngày 16 tháng 12, đây cũng là lễ đầu tiên ông cử hành sau khi được chính thức Tấn phong giám mục. Giám mục Minh cũng dâng lễ tạ ơn tại giáo xứ Thánh Tâm, Bảo Lộc ngày 21 tháng 12.

### Mục vụ
Sáng ngày 30 tháng 12 năm 2005, phái đoàn từ Giáo phận Đà Lạt gồm giám mục Nguyễn Văn Nhơn, Võ Đức Minh, 30 linh mục, 30 tu sĩ và 200 giáo dân giáo hạt chính tòa Đà Lạt đến Tòa giám mục Nha Trang để tiễn đưa tân giám mục Võ Đức Minh chính thức nhận chức vụ tại Nha Trang. Việc tiễn biệt diễn ra trong khung cảnh xúc động của các giáo dân. Giám mục chính tòa Phaolô Nguyễn Văn Hòa bày tỏ sự vui mừng của mình khi đón giám mục phó của giáo phận Nha Trang. Ngày 1 tháng 1 năm 2006, trong buổi lễ chủ sự giám mục Nguyễn Văn Hòa và đồng tế với giám mục Giuse Nguyễn Chí Linh, xuất thân từ Giáo phận Nha Trang công bố Tông sắc bổ nhiệm Giám mục Phó Giáo phận Nha Trang.
Để xây dựng phòng truyền thống Giáo phận Nha Trang, giám mục phó Võ Đức Minh kêu gọi các thành phần giáo dân, tu sĩ, giáo sĩ hỗ trợ các tài liệu, di vật về Giáo phận Nha Trang, đặc biệt là các giám mục của giáo phận. Lá thư kêu gọi được ký ngày 25 tháng 8 năm 2007.
Tại Đại hội của Hội đồng Giám mục Việt Nam lần thứ X vào năm 2007 diễn ra tại Tòa Tổng Giám mục Hà Nội, giám mục Võ Đức Minh được bầu vào Ban Thường vụ của Hội đồng Giám mục Việt Nam, với chức vụ Phó Tổng thư ký. Ông còn được chọn làm một trong hai đại biểu chính thức của Hội đồng Giám mục Việt Nam tham dự Thượng Hội đồng Giám mục thế giới năm 2008. Ông đảm nhận vai trò này trong một nhiệm kỳ, từ năm 2007 đến năm 2010.
Từ ngày 5 đến ngày 26 tháng 10 năm 2008, giám mục Võ Đức Minh đại diện cho Hội đồng Giám mục Việt Nam tham dự Thượng Hội đồng Giám mục thế giới lần thứ XII tại Roma về đề tài Lời Chúa trong đời sống và sứ vụ của Hội Thánh. Tại Thượng Hội đồng này, giám mục Minh có bài phát biểu chính thức tại hội trường với chủ đề Lời Chúa là nguồn an ủi và là sức mạnh cho dân Chúa tại Việt Nam trong dòng lịch sử. Ngoài ra, giám mục Võ Đức Minh còn được chọn là một trong số 12 nghị phụ chia sẻ Lời Chúa trong bài giảng tại hội trường trước phiên họp khoáng đại ngày 7 tháng 10 năm 2008, trong sự kiện có sự hiện diện của Giáo hoàng Biển Đức XVI. Đề tài của bài chia sẻ là: Lời Chúa trong đời sống của người tín hữu.
Ngày 4 tháng 12 năm 2009, giám mục chính tòa Nguyễn Văn Hòa tổ chức lễ mừng kim khánh linh mục, với các giám mục đến từ khắp Việt Nam tham gia đồng tế. Trước mặt các giám mục, linh mục đoàn và giáo dân, giám mục Hòa chính thức công bố Giáo hoàng đã chấp thuận đơn xin từ nhiệm của ông, vốn được đệ trình 3 năm trước đó. Với sự từ nhiệm của giám mục Hòa, giám mục phó Võ Đức Minh chính thức trở thành Giám mục chính tòa thứ tư của giáo phận Nha Trang.
Xét đến sức khỏe của nguyên Giám đốc Chủng viện là linh mục Phêrô Phạm Ngọc Phi, ngày 27 tháng 6 năm 2014, Giám mục Võ Đức Minh đã bổ nhiệm lại các nhân sự của Chủng viện nhiệm kỳ 2014 – 2017, trong đó có việc bổ nhiệm linh mục Gioan Baotixita Ngô Đình Tiến làm Giám đốc Đại chủng viện Sao Biển Nha Trang kiêm Giám đốc Tiểu chủng viện Lâm Bích.
Giám mục tiền nhiệm Phaolô Nguyễn Văn Hòa qua đời vào ngày 14 tháng 2 năm 2017. Lễ phát tang và tẩm liệm được giám mục Võ Đức Minh cử hành vào 9 giờ sáng ngày 15 tháng 2. Giám mục Minh cũng tham dự lễ an táng sau đó vào ngày 18 cùng tháng.
Ngày 5 tháng 7 năm 2017, giám mục Võ Đức Minh, đồng tế cùng một số giám mục khác và linh mục đoàn đã cử hành nghi thức kỷ niệm 60 năm thiết lập Giáo phận Nha Trang, trong khuôn khổ Năm Thánh của Giáo phận này. Cũng trong cùng tháng, từ ngày 17 đến ngày 23 tháng 7, khóa hội nghị Kinh Thánh Đông Nam Á (CBF-SEA) được tổ chức tại Tòa Giám mục Nha Trang. Giám mục Võ Đức Minh, trên cương vị giám mục Chủ tịch ủy ban Kinh Thánh, tham dự hội nghị này. Tham dự hội nghị này có 33 giáo sĩ từ các quốc gia khu vực Đông Nam Á.
Tháng 11 năm 2017, một cơn bão mạnh tiến vào vùng Giáo phận Nha Trang, tàn phá nhiều cơ sở tôn giáo, nhà cửa của đồng bào lương giáo. Nhận được những đóng góp về vật chất và tinh thần, những hỗ trợ từ đồng bào Việt Nam, ngày 22 tháng 12 năm 2017, giám mục Võ Đức Minh viết thư cảm ơn sự hỗ trợ của mọi người đã hỗ trợ giáo phận trong thời gian khó khăn.
Nhân dịp mừng 55 năm thành lập Chủng viện Minh Hòa Đà Lạt, mừng thọ 80 tuổi và kim khánh linh mục của Hồng y, Tổng giám mục Tổng giáo phận Hà Nội Phêrô Nguyễn Văn Nhơn, giám mục Võ Đức Minh cùng các giám mục xuất thân từ Đà Lạt: Hồng y Nguyễn Văn Nhơn, Tổng giám mục Tổng giáo phận Thành phố Hồ Chí Minh Phaolô Bùi Văn Đọc, các giám mục giáo phận Đà Lạt Antôn Vũ Huy Chương và Đa Minh Nguyễn Văn Mạnh cử hành lễ kỷ niệm vào ngày 12 tháng 12 năm 2017.
Từ ngày 2 đến ngày 11 tháng 3 năm 2018, giám mục Minh cùng đoàn giám mục người Việt tham gia chuyến hành hương Ad Limina quy định cho các giám mục công giáo. Tòa Giám mục Nha Trang tổ chức Ngày hội ngộ Truyền thông Giáo tỉnh Huế vào ngày 9 tháng 5 năm 2018, giám mục Võ Đức Minh tham gia ngày hội này. Phát biểu tại ngày gặp gỡ, giám mục Minh cho biết truyền thông có vai trò và ảnh hưởng lớn lao đến việc truyền giáo. Giám mục Minh cũng nhiều lần nhấn mạnh về vấn đề nạn tin giả.
Chính phủ Việt Nam công bố Luật Tôn giáo 2017, trong đó có điểm mới là cho phép tôn giáo giáo dục, đào tạo, y tế, bảo trợ xã hội, từ thiện, nhân đạo theo quy định của pháp luật (Điều 55). Trước đó, từ năm 2016, giám mục Võ Đức Minh đã đệ trình đơn lên Ủy ban Nhân dân tỉnh Khánh Hòa – Ban Tôn giáo nhằm xin cấp phép mở một phòng khám bệnh từ thiện, với mục đích phục vụ, hỗ trợ mọi người, đặc biệt là người nghèo. Sau đó, chính quyền đã chấp thuận đề nghị này, phòng khám từ thiện được lấy tên là Mẫu Tâm, với đội ngũ y bác sĩ gồm 10 thành viên, đều là các nữ tu Dòng Khiết Tâm Đức Mẹ Nha Trang và kêu gọi sự cộng tác của các bác sĩ không phân biệt tôn giáo tham gia hỗ trợ phòng khám. Sau quá trình xây dựng, ngày 21 tháng 10 năm 2018, giám mục Võ Đức Minh tham dự lễ khai trương phòng khám này.
Từ ngày 19 đến ngày 21 tháng 2 năm 2019, Tòa Giám mục Nha Trang tổ chức Đại học Kinh Thánh toàn quốc với chủ đề:Lời Chúa bền vững đến muôn đời. Sự kiện do Chủ tịch Ủy ban Kinh Thánh Võ Đức Minh chủ trì. Đại hội được tham gia bởi đông đảo các tu sĩ từ 27 giáo phận Việt Nam, đặc biệt một số giám mục đương nhiệm của Giáo hội Công giáo Việt Nam. Trong đại hội này, giám mục Võ Đức Minh có bài thuyết trình với chủ đề Tầm quan trọng của Lời Chúa đối với đức tin người tín hữu.
Trong các kỳ Đại hội Hội đồng Giám mục Việt Nam, giám mục Võ Đức Minh đã được bầu chọn giữ vai trò Chủ tịch Ủy ban Kinh Thánh trong bốn nhiệm kỳ liên tiếp từ Đại hội X đến Đại hội XIII (từ năm 2007 đến năm 2019).
Trong suốt giai đoạn 17 năm thi hành công tác mục vụ [với tư cách là giám mục] giáo phận Nha Trang, Giám mục Võ Đức Minh cùng với giáo phận xây dựng được Tòa giám mục Nha Trang một cách quy mô, nhà hưu dưỡng linh mục giáo phận, kiến thiết được một phòng khám từ thiện của giáo phận. Trong thời kỳ quản lý, ông đã thiết lập số giáo xứ lên 100, thiết lập nhiều giáo hạt.

### Hưu dưỡng
Ngày 23 tháng 7 năm 2022, Văn phòng Báo chí Tòa Thánh ra thông cáo về việc Giáo hoàng Phanxicô đã chấp thuận đơn từ nhiệm chức Giám mục Nha Trang của Giám mục Võ Đức Minh. Cùng với thông cáo này, Tòa Thánh cũng bổ nhiệm Tổng giám mục Tổng giáo phận Huế Giuse Nguyễn Chí Linh làm Giám quản Tông Tòa Giáo phận Nha Trang, trong tình trạng trống tòa và theo ý Toà Thánh. Giám mục Võ Đức Minh gửi một thư để bày tỏ tâm tình của mình đối với giáo dân giáo phận Nha Trang vào ngày tin tức được công bố. Văn phòng Tòa giám mục Nha Trang xác nhận thông tin về quá trình từ nhiệm của Giám mục Minh, qua đó cho biết ông đã nộp đơn từ nhiệm vào ngày 8 tháng 8 năm 2019, theo Giáo luật 401 triệt 1 và tự sắc của Giáo hoàng về vấn đề các giám mục tròn 75 tuổi ( “Imperare a congedarsi”). Tổng giám mục Linh dự kiến chính thực nhận vai trò Giám quản vào ngày 31 tháng 8 năm 2022, theo thông báo của Tòa Tổng giám mục Huế đề ngày 26 tháng 7 năm 2022.
Giám mục Nha Trang Võ Đức Minh và Tổng giám mục Giám quản Nguyễn Chí Linh trong một buổi lễ chung sáng ngày 31 tháng 8 năm 2022. Buổi lễ này ngoài mang ý nghĩa là lễ tạ ơn của giám mục Minh còn là lễ tiếp nhận sứ vụ Giám quản của Tổng giám mục Linh và lễ tạ ơn của Giám mục Minh.

## Tông truyền
Giám mục Giuse Võ Đức Minh được tấn phong giám mục năm 2005, thời Giáo hoàng Biển Đức XVI, bởi:
- Giám mục Chủ phong: Phaolô Nguyễn Văn Hòa, giám mục chính tòa Giáo phận Nha Trang.
- Hai giám mục Phụ phong: Giám mục Phêrô Nguyễn Văn Nhơn, giám mục chính tòa Giáo phận Đà Lạt và Phaolô Bùi Văn Đọc, giám mục chính tòa Giáo phận Mỹ Tho.

Giám mục Giuse Võ Đức Minh là Giám mục Phụ phong cho giám mục:
- Năm 2009, giám mục Vinh Sơn Nguyễn Văn Bản, hiện đang là giám mục chính tòa Giáo phận Hải Phòng.